# Ursula Werther-Pietsch
Ursula Werther-Pietsch (* 31. August 1964 in Graz) ist eine österreichische Publizistin und Professorin für Internationale Beziehungen an der Universität Graz.

## Leben und Wirken

### Studium
Ursula Werther-Pietsch begann 1982 ein Studium der Rechtswissenschaften, Architektur und Französisch (Dolmetschen) an der Karl-Franzens-Universität Graz. Während des Studiums war sie Studienassistentin am Institut für Völkerrecht und internationale Beziehungen unter der Leitung von Konrad Ginther mit einem Schwerpunkt auf Europäischem Gemeinschaftsrecht.

### Erste Tätigkeiten
Nach ihrem Studium arbeitete Werther-Pietsch als Lektorin und Programm-Managerin beim Verlag MANZ und gründete 1991 die Fachzeitschrift Juristische Ausbildung und Praxis, für welche sie als Schriftleiterin fungierte.
Parallel dazu begann sie mit Lehrtätigkeiten, zunächst am Institut für Staats- und Verwaltungsrecht an der Universität Wien, später auch an der Universität Graz.

### Staatsdienst
1992 trat Ursula Werther-Pietsch in das Bundeskanzleramt ein und arbeitete im Verfassungsdienst. Dort lag ihr Fokus auf Gesetzesbegutachtungen, parlamentarischen Anfragen und Verfahren vor dem Verfassungsgerichtshof. 1993 wechselte sie zur Sektion VI, wo sie bis 2000 an der Entwicklungszusammenarbeit und der Pilotphase der Mitgliedschaft in der EU arbeitete. 1994 bestand sie die Beamtendienstprüfung mit Auszeichnung.
Ab 1996 war sie Leiterin des Referats VII.1a im Außenministerium im Bereich der EU-Entwicklungspolitik, wo sie die österreichische Position zu den AKP-EU-Verhandlungen ausarbeitete. Während Österreichs erster EU-Präsidentschaft übernahm sie Verhandlungen zum IV. Lomé-Abkommen im Troika-Format. Ab 2000 war sie Leiterin des Referats I.7b im Völkerrechtsbüro des österreichischen Außenministeriums. Ihr Arbeitsschwerpunkt lag auf internationalen Frauenfragen und anderen Menschenrechtsthemen. Ab 2005, wurde sie stellvertretende Leiterin der Abteilung VII.4 und befasste sich mit Strategieplanung, Peacebuilding, Statebuilding und Politikkohärenz.
Seit 2008 bekleidet sie Leitungsfunktionen im Bundesministerium für europäische und internationale Angelegenheiten (MFA Austria), unter anderem als Projektleiterin des Strategischen Leitfadens Sicherheit und Entwicklung der österreichischen Bundesregierung.

### Lehrtätigkeit
2010 initiierte Ursula Werther-Pietsch die internationale 3C Konferenz der Landesverteidigungsakademie Wien. 2012 erfolgte der Abschluss ihres Habilitationsverfahrens auf dem Gebiet Internationales Recht und internationale Beziehungen an der Universität Graz.
An der Donau-Universität Krems dozierte sie 2017–2018 in den Fachbereichen Rechtswissenschaften und Internationale Beziehungen. Sie begründete dort das Masterprogramm und war für die Young United Nations Association als wissenschaftliche Beraterin tätig.
Seit 2020 ist sie als Lehrbeauftragte (für Internationales Recht, internationale Beziehungen, UN-Frieden und Sicherheit, EU-GSVP, Übergangsrecht, Staatsfragilität, Resilienz, inklusive Governance-Modelle, SDGs) an der Universität der Bundeswehr München und seit 2023 an der Universität Graz im Studiengang Global Studies tätig.

### Publizistik
Ursula Werther-Pietsch verantwortet als ehrenamtliche Mitherausgeberin der TDHJ Special Edition die inhaltliche Redaktionsleitung der Special Editions des Magazins The Defence Horizon Journal (TDHJ). Sie tritt als Autorin, Herausgeberin und Moderatorin in den Bereichen des internationalen Rechts, internationaler Organisationen, multilateralem Systemdenken und „Comprehensive Approach“ in Erscheinung.
Weiters ist sie, unter anderem, Autorin für Die Furche.

## Schriften (Auswahl)

### Monografien
- Strategie für Entwicklung auf Grundlage der Menschenrechte und Demokratisierung: Europäische Union: Entwicklungs- und Aussenpolitik, Cotonou-Abkommen. Südwind, Wien 2001, ISBN 978-3-900592-72-1.
- Selbstbestimmung, Gewaltverbot und Friedenssicherung heute. Die Verbindung von Entwicklung, Friede, Sicherheit und Menschenrechten. NWV Verlag, Wien 2013, ISBN 978-3-7083-0840-1.
- Transforming Security. A New Balance-of-Power Doctrine. Springer, Berlin 2022, ISBN 978-3-030-87099-7.

### Herausgeberschaften
- Global Peace and Security. International Crisis and Conflict - Management - with 90 key lessons. Manz, Wien 2017, ISBN 978-3-214-05819-7 (in Englisch).
- Powering Universalism: Future Global Governance. Klein Publishing, Berlin 2021.
- Envisioning Peace in a Time of War: The New School of Multilateralism. Ten Essays. facultas, Wien 2022, ISBN 978-3-7089-2309-3 (in Englisch).

## Auszeichnungen und Mitgliedschaften (Auswahl)
- Mitglied der Österreichischen und Deutschen Gesellschaft für Internationales Recht (DGIR)[4]
- Mitglied des Wissenschaftlichen Beirats des österreichischen Verteidigungsministeriums für das Österreichische Bundesheer (2018–2019)
- Initiatorin der New School of Multilateralism (2023)[6]
- Mitglied der Plattform Capacity4dev der Europäischen Kommission[7]